# 北海道道801号樽真布幌糠線
北海道道801号樽真布幌糠線（ほっかいどうどう801ごう たるまっぷほろぬかせん）は、北海道留萌市内を結ぶ一般道道（北海道道）である。

## 概要
起点からさらに奥には樽真布ダムがある。

### 路線データ
- 起点：北海道留萌市樽真布町
- 終点：北海道留萌市幌糠町（北海道道550号幌糠小平停車場線交点）
- 総延長：11.374 km
- 実延長：9.233 km
- 重用延長：2.141 km
- 未舗装延長：1.016 km

### 道路管理者
- 留萌振興局 留萌建設管理部 事業課

## 歴史
- 1973年（昭和48年）3月31日 - 路線認定[1]。
- 1987年（昭和62年）4月13日 - 起点から2.0 km先までの市道を編入し、起点を変更[2]。
- 1993年（平成5年）1月18日 - ルート変更に伴い終点を変更[3]。

## 路線状況

### 重複区間
- 国道233号（留萌市東幌糠町 - 留萌市幌糠町〔終点〕）

### 道路施設

#### 主な橋梁
- 東幌2号橋（25 m、タルマップ川、留萌市東幌糠町）
- 東幌橋（38 m、タルマップ川、留萌市東幌糠町）

## 地理

### 通過する自治体
- 留萌振興局
  - 留萌市

### 交差する道路
留萌市
- 国道233号 - 東幌糠町
- 北海道道550号幌糠小平停車場線 - 幌糠町（終点）

### 沿線にある施設など
留萌市
- 幌糠郵便局